# بیمارستان کودکان مایر

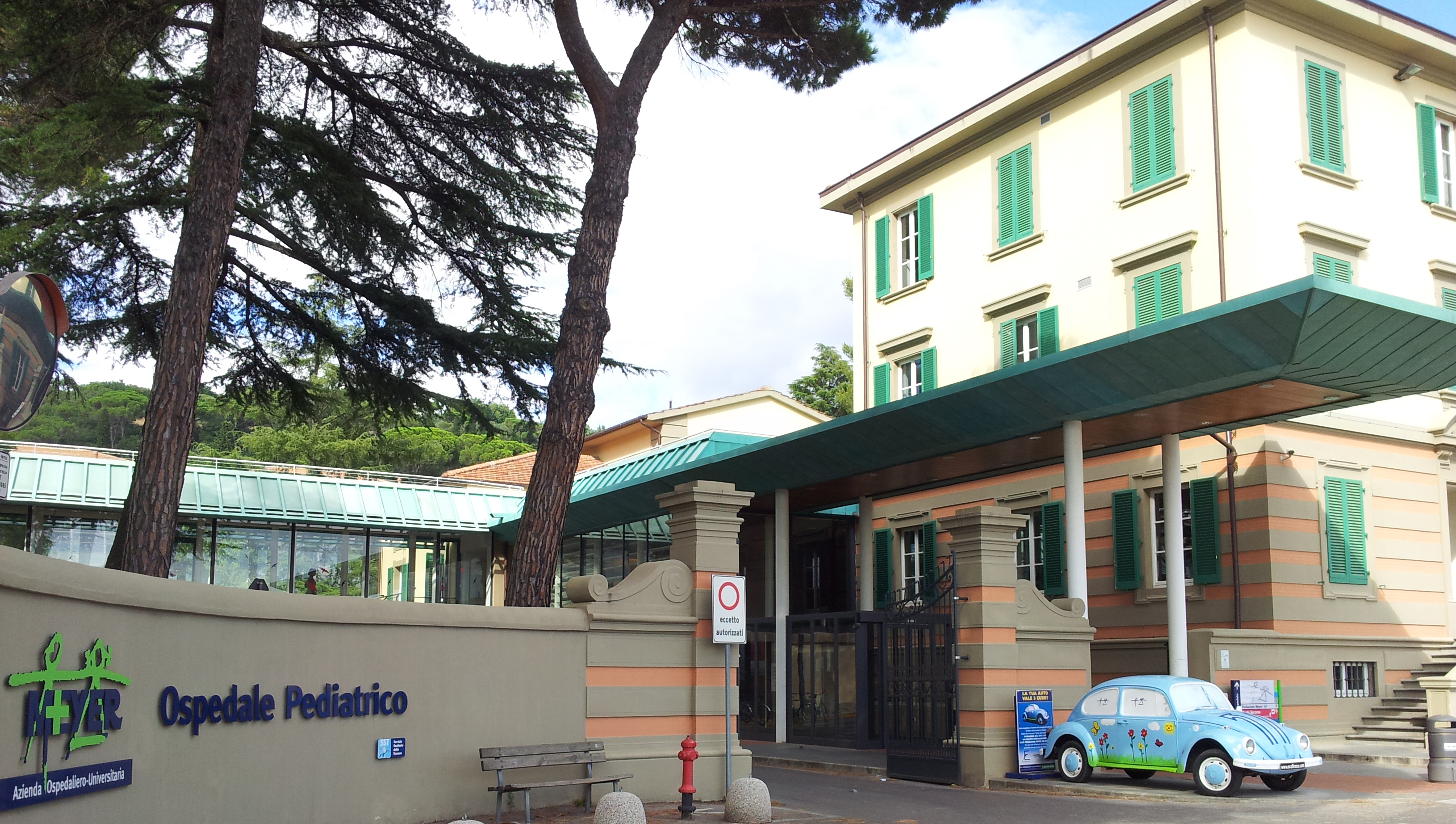
ورودی بیمارستان کودکان مایر

بیمارستان کودکان مایر در حومه شهر در فلورانس ایتالیا واقع شده است.
در سال ۱۸۸۴ مارکی جیووانی مایر در حافظهٔ همسرش آنا ساخت همچین پروژه‌ای بود. یکی از اولین نهادهای ساخت این بیمارستان در ایتالیا منحصراً برای مشکلات و مراقبت کودکان از بدو تولد تا نوجوانی اختصاص داده شده است. در حال حاضر این بیمارستان ۳۱۰۰۰ مترمربع زمین را اشغال کرده است که دارای سه طبقه و با ۱۵۰تخت است. در سال ۲۰۰۲ در بیمارستان پشتیبانی مالی توسط کمیسیون اروپا درگیر شد به این منظور که در این ساختمان از انرژی‌های محیط زیست و پایداری بنا-ار تی دی-استفاده خواهد شد. تحت برنامه پنجم چارچوب با هدف توسعهٔ انرژی پایدار به میزان قابل توجه‌ای کاهش کل انرژی در بیمارستان انجام گرفت. در این بیمارستان یک عمل کارامد و نواورانه‌ای در انرژی اجرا شده است تا فرایند طراحی یکپارچه انرژی از گام اول ابتکار عمل انجام شده است.
مفاهیم نوآورانه و کارامد انرژی در ساختمان را می‌تواند به شرح زیر گفت:
- عایق کاری خوب ساختمان (عایق ساختمان و دیوارها) یکپارچه سازی سیستم نواورانه نور و روشنایی (جهت و شکل ساختمان-پنجره و سایه-بام سبز)
- استفاده از سیستم‌های انرژی با کارامد بالا (تغلیظ با کارامد بالا-پکیج و شوفاژ دیواری و تهویه مطبوع و سیستم‌های خنک‌کننده)
- بهره‌برداری از انرژی‌های تجدید پذیر(گلخانه ی یکپارچه و پهن)

همان‌طور که همه می‌دانیم در بیمارستان گونه‌شناسی قابل توجه‌ای از کاهش مصرف انرژی انجام شده است. با این حال تجزیه و تحلیل مقدماتی در این بیمارستان در ایتالیا انجام شده است که در ساختمان‌های بهداشت و درمان موجود است. مشخصه‌های بیش از حد و غیر کارامد مصرف انرژی با توجه به تعمیر و نگهداری و تجهیزات در ساختمان منسوخ شده است. به‌طور کلی هزینه کل انرژی برای یک بیمارستان به هزینهٔ کل مدیریت ان مربوط است.
اهداف پروژه آزمایشی بیمارستان مایر این بود که در اوج تقاضای برق بیمارستان و در عین حال خواستار میزان قابل توجهی کاهش مصرف انرژی و بهبود شرایط داخلی از طریق استفاده از اقدامات بهره بری از انرژی است. در واقع توسط این اقدامات کاهش انرژی بیش از ۶۰درصد انتظار می‌رفت.
از آنجایی که هدف ازابتکار این بیمارستان نشان دادن بهره‌برداری از پتانسیل موجود در انرژی‌های تجدید پذیر است و کاهش قابل توجهی انرژی در بیمارستان است و همچنین تقاضای کاهش کل انرژی در بخش ساختمان بهداشت اروپا است که به عنوان کاندیدای ایده برتر برای معرفی ایده نوآورانه و کارامد ساختمان در بخش بهداشت و درمان است. علاوه بر این ارزش سخن گفتن دربارهٔ بیمارستان مایر در موفقیت اجرای تظاهرات بیمارستان مایر در خصوص نه تنها نوآوری در بخش بهداشت و درمان در ایتالیا بلکه بسیار الگوهای دیگر نیز در ایتالیا است. نوآوری این پروژه در معرفی برخی از خواص نوآورانه تکنیک‌های واقعی ذخیرهٔ انرژی است که استاندارهایی برای مجموعهٔ جدید انرژی زیست‌محیطی و بهداشتی برای ساختمان‌های بیمارستانی است.

## شرایط اب و هوا
این بنا واقع در شهر فلورانس است. در حالی که سرزمین در فضای باز واقع است زمستان ملایم و بی آلایش و و تابستان خشک-کوتاه و گرمی را دارد.

## الزامات فنی ساختمان
ساختمان جدید متشکل از دو طبقه بالای سطح زمین و زیرزمین می‌باشد که متناظر با حجم سرمایش/گرمایش که ۶۰٫۲۳۸ متر مربع و گرم/سرد۲۴٫۶۰۰ متر مکعب می‌باشد. عملکرد ان با توجه به درجه حرارت در فضای باز این ساختمان که حدوداً ۱۰٫۶ است درحالی که ۲۲ درجه سانتی گراد به درجه حرارت داخل سالن محسوب می‌شود. میزان تهویه که در ۳۵ تا ۴۰٫۲ درجه سانت گراد تنظیم شده است هوا را در هر ساعت تغییر می‌دهد.
طراحی نور در سطح‌های مختلف متفاوت است:
فضاها:۳۵۰لوکس اتاق‌های بیمار:۴۲۰ لوکس برای دفاتر ۲۸۰لوکس برای دهلیز و۱۵۰ لوکس برای فضاهای اطراف ساختمان طراحی شده است.
همان‌طور که در بالا ذکر شد مفاهیم مختلف نوآورانه انرژی ساختمان کارامد بوده است.
در این پروژه آزمایشی اعمالی خاص انجام شده است که از قبیل:
سیستم لوله‌های خورشیدی و نور مجازی. لوله خورشید عنصر درئنی که منعکس کنندهٔ نور خورشید از خارج به داخل می‌باشد. نصب و راه اندازی این قطعات بر روی تراس راهروها و سالن و جلوی پنجره اتاق بیمار باعث ایجاد روشنایی می‌شود. در طول صبح از طریق این روزنه‌ها نور وارد اتاق‌های بیماران می‌شود.

## کارایی بالا ساختمان
اتاق به‌طور مستقیم در معرض شرایط اب و هوایی خارجی است. در نهایت دیوارهای ساخته شده برای بیمارستان را ۶۰ سانتی نتری ساخته‌اند که در ان از مواد عایق حرارتی استفاده شده است. انتظار می‌رود که با استفاده از این مواد به ۱۲ درصد مصرف انرژی سالیانه برای گرمایش را کاهش دهد.
جستجوی پیشرفته سیستم‌های سایه انداز برای اتاق‌های بیمار و گلخانه‌ای استفاده می‌شود.

## بام سبز
استفاده از بام سبز از ویژگی‌های برجستهٔ این ساختمان است.
پروژه نمایشی:
از آنجایی که بیمارستان محلی است که در ان جنبه‌های روانی نیز برای بیماران مهم است ایدهٔ بام سبز تدایی شد. بام سبز با باغ‌ها که در ان مردم می‌توانند راه بروند و چشم‌انداز ان را نگاه کنند و لذت بردن از تپه‌ها و پارک‌های سبز یکی از دلایل اصلی ایدهٔ بام سبز بوده است. علاوه بر این استفاده از فناوری بام سبز در ساختمان بیمارستان اثرات زیست‌محیطی را کاهش می‌دهد. عملکرد حرارتی یا عایق حرارتی را نیز باید در این ایده قرار داد.

## پنجره و سیستم سایه
پنجره‌هایی با قاب پوبی که برای این پروژه انتخاب شده اتاق بیمار را از تابش نور مستقیم خورشید محافظت می‌کند. به منظور کاهش تأثیر بصری در ساختار پارک صفحات خارجی پوشیده شده با مس و در سطح داخلی پوشیده شده با چوب ساخته شده است و در داخل گلخانه‌ای ساختمان که توسط پرده سفید داخلی که قابل تنظیم است کنترل می‌شود.

## سیستم‌های کنترل خودکار
سیستم‌های سرمایش و گرمایش:
با بهره‌وری از پکیج‌ها و شوفاژهای دیواری و استفاده از پانل و کاهش حرارت اجازه می‌دهد که در انتخاب رادیان بر پانل‌های کف بیمارستان برای رسیدن به آسایش با انرژی کم هزینه اقدام کرد.
خنک‌کننده‌ها در تابستان از دو چیلر برق استفاده می‌شود. علاوه بر این از چیلر نوع ابی استفاده می‌شود.
برای حرارت اب از یکی از آخرین نسل‌های اب گرم کن استفاده می‌شود.

## تهویه
برای صرفه جویی در مصرف انرژی خنک‌کننده‌ها از تکنیک‌های خنک‌کننده و تهویه منفعل هر دو اعمال می‌شود. تا آنجایی که ممکن است در صورت لزوم از تهویه استفاده می‌شود. از انرژی خورشیدی برای این دستگاها استفاده می‌شود که به عنوان منطقه بافر برای ساختمان ساخته شده است. هوای گرم شده در این فضا مورد استفاده قرار می‌گیرد. مخفف کلمه تری نیتروتولوئن خورشیدی برای جریان طبیعی هوا به ساختمان است. از آنجا که بخشی از فضای بافر در سمت جنوب در طول تابستان تا حدودی به کاهش گرمای بیش از حد به وسیلهٔ شیشه‌های پی وی و شیشه‌های کا دبلیو پی که تا حدی توسط وزارت محیط زیست تأیید شده است کاهش می‌دهد.